# Chelon macrolepis
Chelon macrolepis е вид лъчеперка от семейство Mugilidae. Видът не е застрашен от изчезване.

## Разпространение и местообитание
Разпространен е в Американска Самоа, Вануату, Виетнам, Гуам, Египет, Индия (Андамански острови), Индонезия, Кирибати, Мавриций, Мадагаскар, Малайзия, Маршалови острови, Микронезия, Нова Каледония, Острови Кук, Палау, Папуа Нова Гвинея, Реюнион, Самоа, Северни Мариански острови, Сейшели, Сингапур, Соломонови острови, Тайланд, Танзания, Тонга, Фиджи, Филипини, Френска Полинезия, Хонконг, Южна Африка и Япония.
Обитава крайбрежията на сладководни и полусолени басейни, морета и реки. Среща се на дълбочина от 0,1 до 1,2 m, при температура на водата от 28,6 до 28,9 °C и соленост 32,2 – 35 ‰.

## Описание
На дължина достигат до 60 cm.
Популацията на вида е стабилна.